# Sopwith Pup

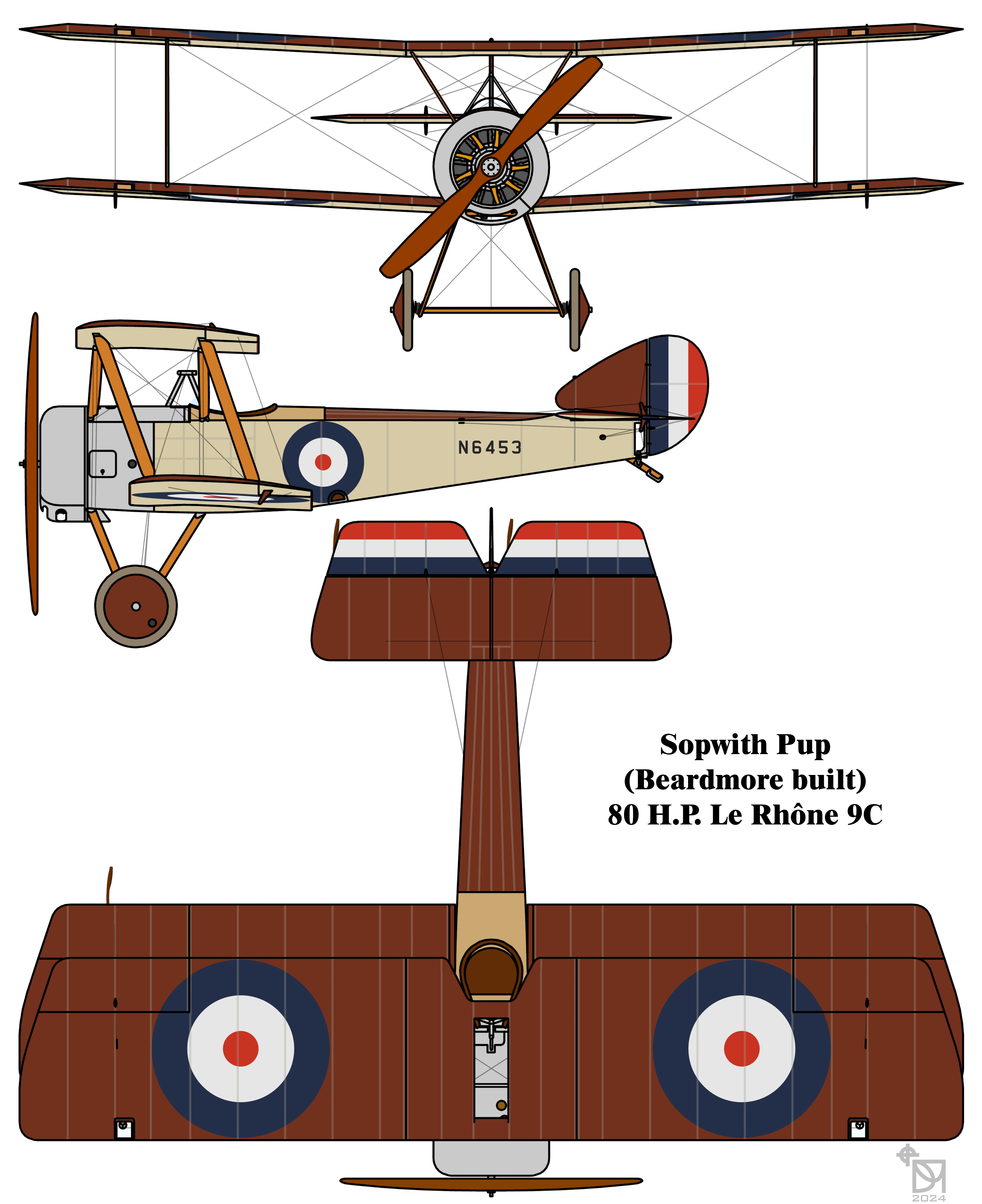

De Sopwith Pup was een Engels eenpersoons dubbeldekker gevechtsvliegtuig van Sopwith Aviation Company. De Pup maakte op 9 februari 1916 zijn eerste vlucht en werd vanaf oktober 1916 gebruikt door het Royal Flying Corps en de Royal Naval Air Service.
De vliegtuigen werden ingezet aan het westelijk front tijdens de Eerste Wereldoorlog. Ze waren al snel achterhaald door de voortschrijdende technologie en bleven tot eind 1917 actief in gevechtssituaties. Hierna werden ze onderdeel van de Home Defence en werden gebruikt voor opleidingen. 
De Pups werden gebruikt op vliegdekschepen en een Pup was het eerste vliegtuig dat landde op een bewegend schip. 